# Лари Фарнезе
„Лар Фарнезе“ (на италиански: Lare Farnese), познат и като Genius populi romani, е  мраморна скулптура висока 396 см, датирана от II век, с неизвестен автор, изложена в Национален археологически музей в Неапол, Италия.

## История и Описание
Скулптурата, създадена в епохата на Адриан, представя млад мъж, чието облекло, състоящо се от тога и обувки с изображения на императори във военни дрехи, позволяват да бъде идентифициран като гений – дух-защитник на римския народ, който оказва благоприятно влияние върху всички аспекти на римското общество.
Предвид изключителния размер на скулптурата тя би трябвало да произхожда от важна обществена сграда. Цветята в лявата ръка на Лар са резултат от реставрация, извършена от Карло Албачини.
Първоначално се е смятало, че скулптурата е намерена в Баните на Каракала в Рим. Но тъй като Лар Фарнезе се вижда в рисунка на нидерландския художник Мартен ван Хемскерк, чиято дата предшества разкопките на римските бани, остава предположението, че скулптурата първоначално е била във Вила Мадама.